# سراي (قرشي)
سراي هي بلدة في مقاطعة قمشي في ولاية قشقداريا في أوزبكستان.